# 王佐 (宣德進士)
王佐（14世紀—15世紀），字功載，江西吉安府吉水縣符口人，明朝政治人物。

## 生平
王佐是永樂二十一年（1423年）的舉人，宣德二年（1427年）成進士，獲授庶吉士，歷任刑部主事、員外郎，景泰二年（1451年）自南京刑部主事陞為郎中，任職期間救活百多名受冤入獄的死囚，前往蘇浙判訊時也平反多位犯人，天順年外任臨安知府，撫慰外組、警戒軍衛，以德濟威，軍民愛戴，事蹟錄入臨安德政碑。

## 引用
1. 1 2  光緒《吉水縣志·卷三十四·人物志》：王佐，字功載，符口人，宣德丁未進士，選庶吉士，授刑部主事，厯員外、郎中，居職辨冤活無辜死囚百餘人，奉命錄囚蘇浙多所平反，雖久任無躁進意，天順間出守臨安，至則撫獠彝、戒軍衛，以德濟威，軍民咸戴之，事載臨安德政碑。
2. ↑  光緒《吉水縣志·卷二十八·選舉志》：宣德二年丁未（進士）馬愉榜 是科二人 王佐 有傳
3. ↑  光緒《吉水縣志·卷三十·選舉志》：永樂二十一年癸卯鄉試 是科二十七人……王佐 見進士
4. ↑  《明英宗睿皇帝實錄·卷二百九·廢帝郕戾王附錄第二十七》：（景泰二年十月）丁卯陞刑部主事張繪，南京刑部主事王佐、唐海俱為郎中。